# Blepharella carbonata
Blepharella carbonata là một loài ruồi trong họ Tachinidae.